# Politisches System des Vereinigten Königreichs
Das Politische System des Vereinigten Königreichs basiert seit der Glorreichen Revolution auf dem Konzept, dass the King in Parliament (auch the-Crown-in-Parliament oder the-Queen-in-Parliament) die volle Staatsgewalt innehat. Nicht das Volk selbst ist der Souverän, sondern das Parlament (vgl. Parlamentssouveränität), bestehend aus dem Oberhaus und dem Unterhaus, gemeinsam mit dem Monarchen. Seit 1911 (Parliament Act) liegt die politische Macht allerdings fast ausschließlich beim Unterhaus und dem Premierminister. Sein Einspruchsrecht gegen von der Parlamentsmehrheit beschlossene Gesetze hat ein britischer Monarch seit dem frühen 18. Jahrhundert nicht mehr geltend gemacht. Dieses Regierungssystem, oft als Westminster-System bezeichnet, wurde auch von anderen Staaten  übernommen, z. B. von Kanada, Indien, Australien, Neuseeland, Singapur und Jamaika.
Im Gegensatz zu fast allen Staaten besitzt das Vereinigte Königreich keine kodifizierte Verfassung. Die Verfassung besteht vielmehr aus Gewohnheitsrecht, erlassenen Gesetzen mit Verfassungsrang und dem Common Law, die zusammen als britisches Verfassungsrecht bezeichnet werden. Nordirland und Greater London besitzen seit dem 1. Juli 1998, Schottland und Wales seit 1999 im Rahmen der Devolution eigene Regionalparlamente und -regierungen. Das Vereinigte Königreich ist eines der Gründungsmitglieder der NATO und des Commonwealth of Nations. Es ist außerdem ständiges Mitglied des UN-Sicherheitsrates und war bis zum Austritt 2020 Mitgliedstaat der Europäischen Union.

## Verfassung und verfassungsrechtliche Gewohnheiten
Das Vereinigte Königreich hat anders als die meisten Nationalstaaten keine kodifizierte Verfassung, verfügt also über kein einzelnes Dokument, das das politische System des Landes und die Kompetenzen und Schranken einzelner Staatsorgane festlegt. Vielmehr basiert das Verfassungsrecht des Vereinigten Königreiches auf mehreren Quellen, deren Bedeutung und Gewichtung einer stetigen Anpassung an aktuelle Gegebenheiten unterliegt. Zu den Quellen des britischen Verfassungsrechtes gehören Gesetzesrecht, zu einem minimalen Anteil, aber mit häufig fundamentaler Bedeutung, das Common Law, also durch vielfache Präzedenzen geschaffenes Gewohnheitsrecht, Konventionen, die meist der Begrenzung politischen Handelns dienen, Gesetze und Gewohnheiten des Parlaments, als einflussreich geltende Verfassungsinterpreten wie Walter Bagehot und William Blackstone sowie in gewissem Umfang europäisches Recht.
Trotz einer vielfach fehlenden Abgrenzung verfügt das britische Verfassungsrecht über sechs unbestrittene Grundprinzipien, nämlich die konstitutionelle Monarchie, den zentralen Einheitsstaat, die repräsentative Demokratie, die Souveränität des Parlaments und Rechtsstaatlichkeit (Rule of law).

## Verfassungsorgane

### Staatsoberhaupt

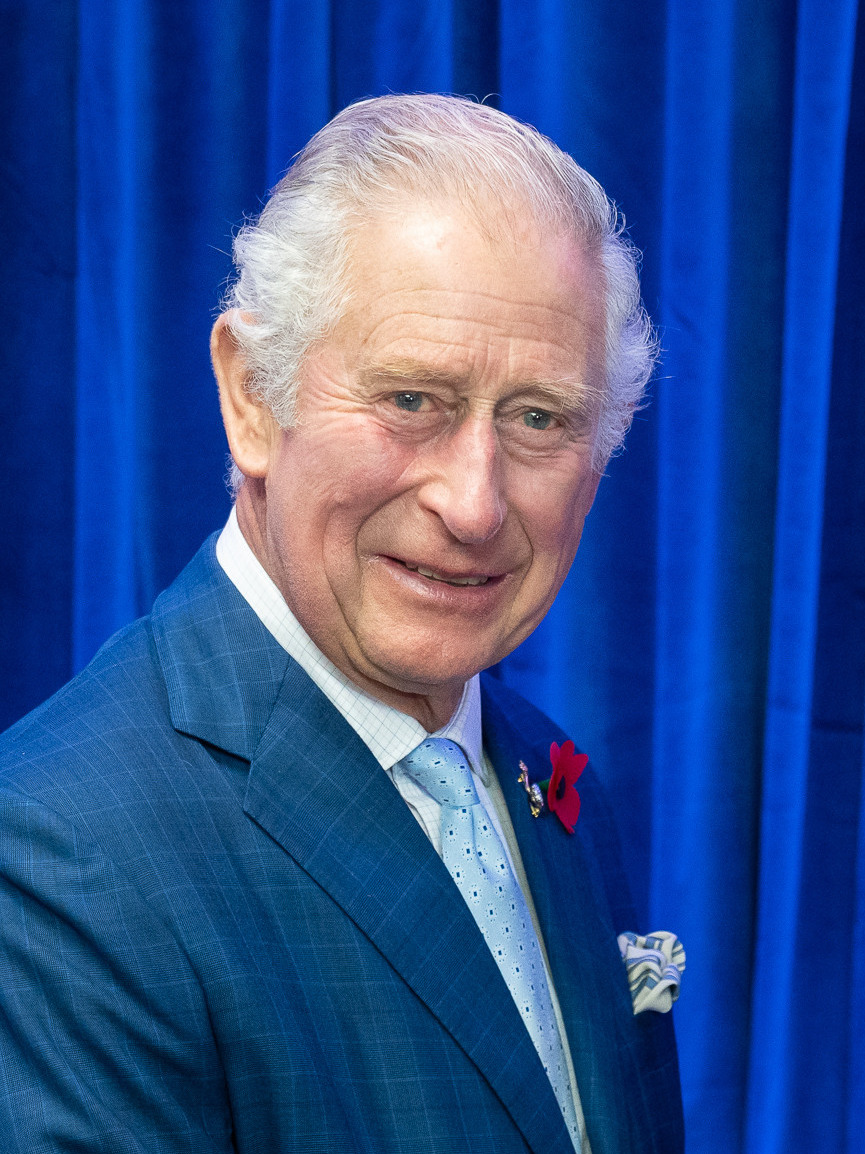
König Charles III.

Der König oder die Königin ist das Staatsoberhaupt des Vereinigten Königreichs und auch das Staatsoberhaupt von 15 weiteren Staaten im Commonwealth of Nations wie auch der Kronbesitzungen (englisch crown dependencies). Seine Macht ist durch Gewohnheitsrecht und öffentliche Meinung eingeschränkt. Theoretisch ist der Monarch, zurzeit König Charles III., Inhaber der exekutiven, legislativen und judikativen Gewalt, de facto ernennt er den Führer der Mehrheitspartei im Unterhaus zum Premierminister.
Der Monarch erteilt die „Königliche Zustimmung“ (englisch Royal Assent) zu einem von den beiden Kammern des Parlaments verabschiedeten Gesetz. Falls ein Gesetz die Belange der Krone (englisch Royal Pregorative) berührt, erteilt ihm der Monarch vor der Abstimmung im Parlament seine „Zustimmung“ (englisch King's Consent). Er hat die Möglichkeit, beides eigenmächtig zu verweigern, doch folgt er aus Gewohnheitsrecht dem Ratschlag des Premierministers. So verhinderte 1999 Elizabeth II. auf Anraten des Premierministers Tony Blair die „Military Action Against Iraq Bill“ durch Verweigerung des Consents. In den Worten der BBC stellte sie dabei die Verweigerung des Royal Assent in Aussicht („did not receive the Royal Assent“). Tatsächlich verweigert wurde ein Royal Assent zum letzten Mal im Jahr 1708.
Der Monarch kann das Unterhaus jederzeit auflösen, tut es aber nur auf Empfehlung des Premierministers. Andere Hoheitsrechte wie die Ernennung von Ministern oder Kriegserklärungen fallen in die alleinige Kompetenz des Premierministers oder des Kabinetts.
Heutzutage übt der Monarch eine fast rein zeremonielle Rolle aus. Der Verfassungstheoretiker Walter Bagehot schrieb konstitutionellen Monarchen 1867 generell drei grundlegende Rechte zu: „Das Recht, angehört zu werden, das Recht, Rat zu erteilen, und das Recht zu warnen.“
Der amtierende Premierminister trifft sich wöchentlich mit dem Monarchen zu vertraulichem Gedankenaustausch.

### Regierung

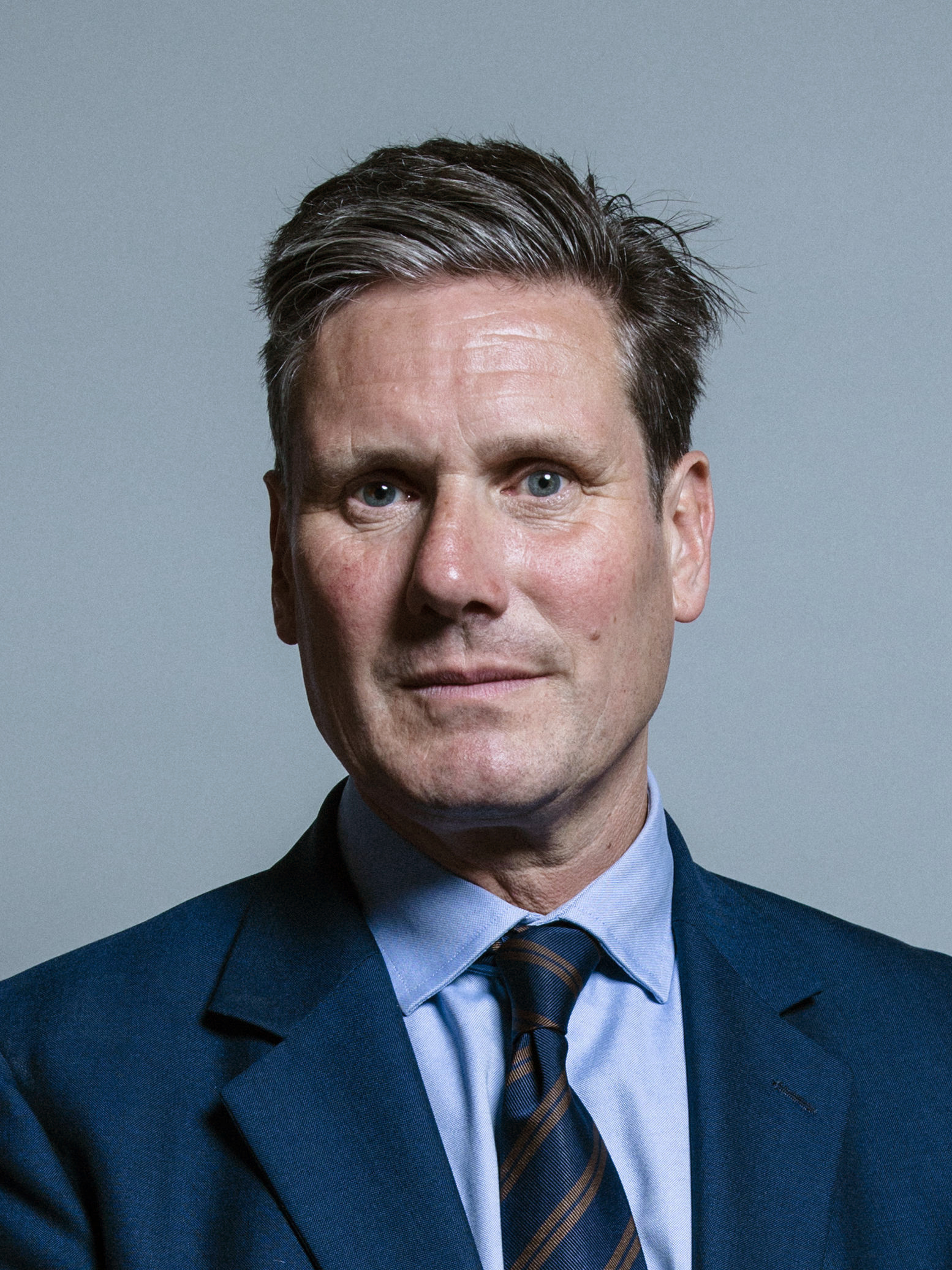
Keir Starmer
seit dem 5. Juli 2024 Premierminister

Die Regierung ist die Exekutive des Vereinigten Königreiches. Der Monarch ernennt einen Premierminister und folgt dabei dem strikten Gewohnheitsrecht, dass dieser ein Mitglied des Unterhauses ist und in der Lage ist, eine mehrheitsfähige Regierung zu bilden. Der Premierminister ernennt dann seine Minister; diese leiten jeweils ihr Ministerium. Das Kabinett besteht aus durchschnittlich 20 Ministern.
Wie in anderen parlamentarischen Regierungssystemen stützt sich die Regierung auf das Unterhaus und ist diesem rechenschaftspflichtig. Ein erfolgreiches Misstrauensvotum zwingt die Regierung entweder zum Rücktritt oder dazu, das Unterhaus aufzulösen, was zu einer vorgezogenen Neuwahl führt. In der Praxis werden alle großen Parteien durch so genannte Einpeitscher (whips) kontrolliert, die dafür sorgen, dass die Abgeordneten gemäß der Parteilinie abstimmen. Falls die Regierung eine große Mehrheit der Unterhaussitze hat, ist es unwahrscheinlich, dass sie eine Gesetzesabstimmung verliert.
Wenn eine Regierung eine knappe Mehrheit hat und eine wichtige Abstimmung ansteht, werden manchmal kranke Abgeordnete ins Unterhaus transportiert (wheeling in sick MPs), um die Mehrheit der Stimmen zu erreichen. Margaret Thatcher und Tony Blair erhielten 1983 bzw. 1997 derart große Mehrheiten, dass sie nahezu alle Abstimmungen gemäß ihren Vorstellungen entscheiden und grundlegende Reformen durchsetzen konnten. Andererseits konnten Premierminister wie John Major, die nur eine knappe Mehrheit hatten, leicht Abstimmungen verlieren, wenn einige den Fraktionszwang missachteten und nicht für die Vorlage stimmten. Für schwache Regierungen ist es schwer, kontroverse Gesetze zu verabschieden. Sie sind gezwungen, mit Gruppen innerhalb der eigenen Partei zu verhandeln oder eine Oppositionspartei um Unterstützung zu bitten.
Fragen von moralischer Tragweite für viele Abgeordnete können den Fraktionszwang relativieren. So gewann Tony Blair die parlamentarische Zustimmung zu einer britischen Beteiligung am Irakkrieg vor allem mithilfe der oppositionellen Konservativen Partei: am 18. März 2003 stimmten 412 dafür und 149 dagegen.
Eine Besonderheit der britischen Exekutive ist die Vielzahl ihrer nachgeordneten Behörden, sogenannter non-departmental public bodies (NDPBs), „nichtministeriale öffentliche Verwaltung“, die in relativer Freiheit für die Umsetzung exekutiver Zielvorgaben verantwortlich sind und vielfach große Volumina öffentlicher Gelder in ihrem Verantwortungsbereich veranschlagen. NDPBs kommen auf nationaler und auch auf lokaler Ebene vor. Garnett und Lynch kritisierten an diesem Exekutivmodell die patronagehafte Ämtervergabe, mangelnde Transparenz in den Methoden und Entscheidungen sowie die mangelnde Rechenschaftspflicht gegenüber gewählten Gremien. In der öffentlichen Debatte sind NDPBs vor allem als quasi-autonomous non-governmental organisations, „quasi-autonome, der Regierung nachgeordnete Organisationen“, bekannt. Garnett und Lynch bezeichneten dieses Geflecht aus über 5.500 derart strukturierten Ämtern daher als „quango state“, also als Staat, dessen autonom handelnde Zentralverwaltung sich zögernd den Weisungen des Souveräns unterwirft. Sie galt z. B. zu Beginn der 1980er Jahre, bevor Margaret Thatcher Reformen begannen, als sehr mächtig; die BBC parodierte die Machtkämpfe zwischen Premierministerin Thatcher und der Ministerialbürokratie in den Sitcom-TV-Serien Yes Minister und Yes, Prime Minister.

## Parlament

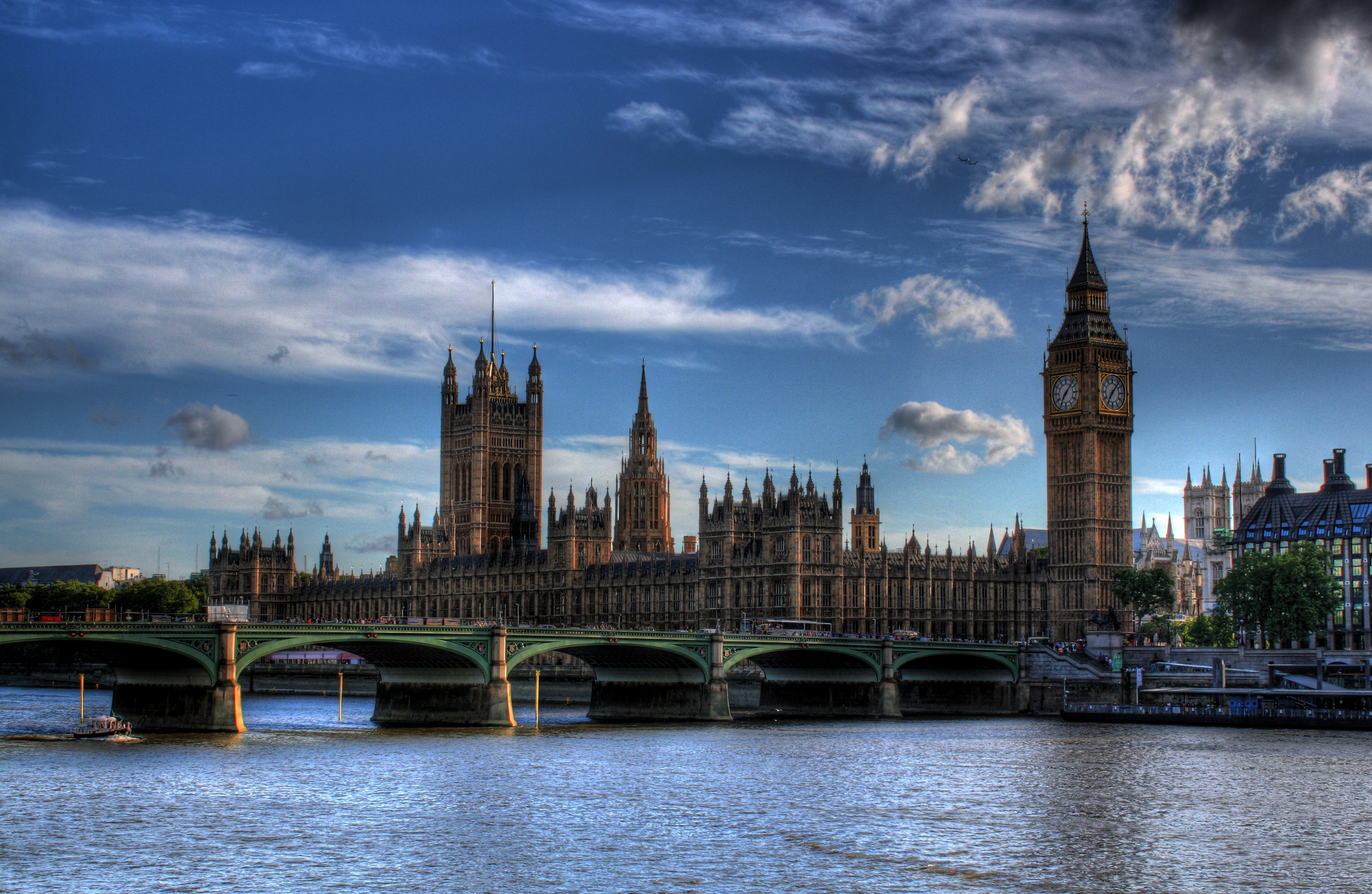
Das britische Parlament tagt im Palace of Westminster

Das britische Parlament ist das Herzstück des politischen Systems im Vereinigten Königreich. Es ist die höchste legislative Gewalt (parlamentarische Souveränität) und besteht aus zwei Kammern, dem House of Commons (Unterhaus) und dem House of Lords (Oberhaus), sowie dem jeweiligen Monarchen.
Bei Kommunalwahlen hatten Frauen ab 1869 das aktive Wahlrecht, 1907 das passive. Nach Martin war dieses Recht auf Frauen, die Steuern zahlten, beschränkt und galt nur in einigen Landesteilen. Am 2. Februar 1918 erhielten Frauen durch den Representation of the People Act ein eingeschränktes Wahlrecht: Das Mindestwahlalter für Frauen war 30. Frauen durften außerdem nur wählen, wenn sie als Alleinstehende oder ihre Ehemänner mindestens fünf Pfund Sterling pro Jahr Steuern zahlten, weibliche Haushaltsvorstände oder Universitätsabsolventinnen waren. Die Altersbeschränkung wurde eingeführt, um kein zahlenmäßiges Gleichgewicht zwischen Frauen und Männern herzustellen.
Für Männer galt dagegen ab 1921 ein allgemeines Wahlrecht ab 21 Jahren. Für Männer, die im Militärdienst gewesen waren und bestimmte Anforderungen an Aufenthaltsdauer im Land und Eigentum erfüllten, lag die Grenze bei 19 Jahren. Volle Gleichheit mit Männern in Bezug auf das Wahlrecht wurde am 2. Juli 1928 erreicht.

### Unterhaus
Das Unterhaus (House of Commons) besteht aus 650 Abgeordneten. Das Land ist in 650 Wahlkreise unterteilt, die von der Boundary Commission festgelegt werden und in denen je ein Abgeordneter nach dem Mehrheitswahlrecht gewählt wird. Es ist seit langem üblich, dass der Premierminister und auch der Oppositionsführer dem Unterhaus angehören, nicht wie früher üblich dem Oberhaus (House of Lords). Alec Douglas-Home gab 1963 wenige Tage nach Amtsantritt seinen Sitz im Oberhaus auf. Der letzte Premierminister aus dem Oberhaus war Robert Arthur Talbot Gascoyne-Cecil, 3. Marquess of Salisbury; er war (mit zwei Unterbrechungen) von 1885 bis 1902 Premierminister.
Das Mehrheitswahlrecht im UK (first past the post) bewirkt, dass häufig eine Partei eine absolute Mehrheit im Unterhaus hat. Die Conservative Party und die Labour Party wechseln sich in der Regierungsverantwortung ab, wodurch das Vereinigte Königreich de facto ein Zweiparteiensystem hat. 2010 bis 2015 waren erstmals die Liberal Democrats an einer Regierung beteiligt (Kabinett Cameron I). In den seltenen Fällen, bei der keine Partei eine absolute Mehrheit erreicht, erteilt der Monarch demjenigen Parteivorsitzenden den Auftrag zur Regierungsbildung, der am wahrscheinlichsten eine Mehrheit hinter sich scharen kann. Diese Option wird auch in Zeiten einer nationalen Krise gewählt, z. B. in Kriegszeiten.  Dies war 1916 der Fall, als David Lloyd George den Auftrag zur Regierungsbildung übernahm, nachdem Andrew Bonar Law abgelehnt hatte (→ Regierung Lloyd George). Winston Churchill bildete am 10. Mai 1940 eine Allparteienregierung.
Die Regierung wird nicht durch eine Abstimmung im Unterhaus bestätigt, sondern durch eine vom Monarchen eingesetzte Kommission. Das Unterhaus hat die erste Gelegenheit, sein Vertrauen auszusprechen, wenn über die Thronrede, d. h. das Regierungsprogramm, abgestimmt wird. Der Vorsitzende des Unterhauses ist der Speaker.

### House of Lords
Das Oberhaus (House of Lords) war einst eine Versammlung, die ausschließlich aus Adligen (Peers) mit ererbtem Titel bestand. Nach einer grundlegenden Reform im Jahr 1999 wurden die meisten der erblichen Sitze abgeschafft.
Die Anzahl der Mitglieder des Oberhauses ist nicht fixiert. Am 1. Juli 2011 bestand es aus 786 Mitgliedern sowie 21 beurlaubten (Leave of absence) Mitgliedern. Davon sind nur noch 92 Erbadlige (hereditary peers), die von ihren Standesgenossen auf Zeit gewählt werden. Darüber hinaus sind die zwei Erzbischöfe und 24 Bischöfe der Church of England, die Inhaber bestimmter erblicher Staatsämter (Earl Marshal und Lord Great Chamberlain), die 12 Lordrichter (Law Lords) sowie die auf Lebenszeit ernannten Adligen (life peers) vertreten. Letztere stellen mit fast 600 Vertretern die größte Gruppe dar.
Die Hauptaufgabe des House of Lords besteht darin, die vom House of Commons erlassenen Gesetze zu überprüfen. Es kann Änderungen oder neue Gesetze vorschlagen. Es hat das Recht, neue Gesetze um ein Jahr aufzuschieben. Die Anzahl der Vetos ist allerdings durch das Gewohnheitsrecht eingeschränkt. Die Lords dürfen nicht den Staatshaushalt oder Gesetze, die bereits die zweite Lesung hinter sich haben, blockieren (Salisbury Convention). Der wiederholte Gebrauch des Vetorechts kann durch das Unterhaus mit dem Parliament Act unterbunden werden.
Das House of Lords war auch oberstes Berufungsgericht in Zivilsachen für das gesamte Vereinigte Königreich, in Strafsachen für England, Wales und Nordirland (Schottland hat ein eigenes oberstes Strafgericht). Jedoch befassten sich nur die Lordrichter (Law Lords) mit juristischen Belangen. Der Constitutional Reform Act 2005 hat die Abschaffung der richterlichen Funktionen und die Bildung eines obersten Gerichts (Supreme Court of the United Kingdom) zum 1. Oktober 2009 umgesetzt.

## Zeitgenössische Entwicklungen

### Dezentralisierung (devolution)
Wales, Schottland und Nordirland besitzen seit den erfolgreichen Referenden im Jahr 1997 eigene Landesteilparlamente und -regierungen mit einem Ersten Minister als Vorsitzenden, vergleichbar einem Ministerpräsidenten in Deutschland oder einem Landeshauptmann in Österreich. England besitzt, mit Ausnahme von Greater London, keine Landesverwaltung. Die Einführung eines Parlaments für die Region North East England scheiterte in einer Volksabstimmung deutlich. Es ist deshalb fraglich, ob in naher Zukunft weitere Parlamente entstehen werden.
Bei den Wahlen dieser Landesparlamente kommt teilweise das Verhältniswahlrecht zur Anwendung. Die Räte sind bei weitem nicht so mächtig wie das britische Parlament. Während das schottische Parlament bis zu einem gewissen Grad selbst Gesetze erlässt, kann das walisische Parlament nur über die Verwendung des von der Zentralregierung bereitgestellten Etats entscheiden. Das britische Parlament kann die Befugnisse der regionalen Parlamente jederzeit erweitern, beschränken oder ändern. Das nordirische Parlament war in seiner Geschichte mehrfach suspendiert worden, zuletzt bis zum 7. Mai 2007.
Somit kann das Vereinigte Königreich heute als Einheitsstaat mit einer teilweise dezentralisierten Regierung betrachtet werden. Dies kontrastiert mit föderalen Staaten, in denen die Rechte der untergeordneten Parlamente und Versammlungen per Verfassung genau definiert sind und nicht durch einen Gesetzesbeschluss des übergeordneten Parlaments geändert werden können. Andererseits besteht durchaus die Möglichkeit, dass die föderalen Elemente in Großbritannien künftig gestärkt werden. Die Devolutionspolitik Tony Blairs kann sich aber letzten Endes als selbst auferlegte Machtbeschränkung Labours entwickeln, da die Devolutionsgesetze eine Reduzierung der Anzahl der schottischen Abgeordneten im Unterhaus vorsehen und Schottland traditionell eine Hochburg der Labour Party ist.

## Politik

### Politische Parteien
Es gibt drei große Parteien in Großbritannien, die Conservative Party, die Labour Party und die Liberal Democrats, hervorgegangen aus einer Fusion von Liberal Party und Social Democratic Party. Bis 1922 wechselten sich die Konservativen und die Liberalen an der Macht ab, seither die Konservativen und die Labour Party. Obwohl die Liberal Democrats regelmäßig etwa 20 Prozent der Stimmen erreichen, sind sie wegen des Mehrheitswahlrechts stark benachteiligt.
In Nordirland hat keine der drei großen Parteien eine bedeutende Anhängerschaft; die Liberal Democrats und die Labour Party stellen nicht einmal Kandidaten für die Unterhauswahlen. Hier wird die Politik durch Parteien geprägt, die entweder für oder gegen die Union mit Großbritannien resp. für oder gegen den Anschluss an die Republik Irland sind. Für die Unabhängigkeit von Schottland bzw. Wales setzen sich die Scottish National Party und Plaid Cymru ein.
Die Unterhauswahl fand am 8. Juni 2017 statt. Dabei wurden folgende Ergebnisse erzielt:
- Conservative Party: 42,4 % (+5,5), 318 Sitze (−13), angeführt von Theresa May
- Labour Party: 40,0 % (+9,5), 262 Sitze (+30), angeführt von Jeremy Corbyn
- Liberal Democrats: 7,4 % (−0,5), 12 Sitze (+4), angeführt von Tim Farron

Andere Parteien (10,2 %, 58 Sitze, −15)
- Scottish National Party: 3,0 % (−1,8), 35 Sitze (−21), angeführt von Nicola Sturgeon
- Democratic Unionist Party: 10 Sitze (+2), angeführt von Arlene Foster
- Sinn Féin: 7 Sitze (+3), angeführt von Gerry Adams; die Abgeordneten von Sinn Féin nehmen niemals an Parlamentssitzungen teil, da sie sonst einen Eid auf den britischen Monarchen ablegen müssten
- Plaid Cymru: 4 Sitze (+1), angeführt von Leanne Wood
- Green Party of England and Wales: 1 Sitz (0), angeführt von Caroline Lucas
- Unabhängige: 1 Sitz (0), Sylvia Hermon

Weitere kleine Parteien haben teilweise eine sehr starke regionale Verankerung und streben die Unabhängigkeit oder Autonomie ihrer Region an. Dabei handelt es sich um:
- Mebyon Kernow (Cornwall)
- Cornish Nationalist Party (Cornwall)
- Scottish Green Party (Schottland)
- Scottish Socialist Party (Schottland)

Eine Reihe von kleinen Parteien sind in verschiedenen Gemeinderäten vertreten, wie z. B. die Liberal Party, Mebyon Kernow, die Scottish Socialist Party, die kommunistische Left Alliance, die British National Party oder Better Bedford.
Die wichtigsten Parteien in Nordirland sind:
- Democratic Unionist Party (radikal, unionistisch)
- Sinn Féin (sozialdemokratisch, irisch-republikanisch, mit Verbindungen zur IRA)
- Ulster Unionist Party (konservativ, unionistisch)
- Social Democratic and Labour Party (sozialdemokratisch, irisch-republikanisch)
- Alliance Party (liberal, für beide Konfessionen offen)
- Progressive Unionist Party (Mitte-links, unionistisch, mit Verbindungen zu loyalistischen paramilitärischen Gruppen)
- UK Unionist Party (Kleinpartei, die als Plattform des Unionisten Robert McCartney dient)
- Conservative Party (Teil der britischen Conservative Party)

Es gibt einige wenige unabhängige Politiker, die keiner Partei angehören. Dieses Phänomen taucht normalerweise nur dann auf, wenn ein Abgeordneter während der Legislaturperiode aus seiner Partei austritt. Seit dem Zweiten Weltkrieg sind nur vier Unabhängige als Unterhausabgeordnete gewählt worden:
- Martin Bell war von 1997 bis 2001 Abgeordneter des Wahlkreises Tatton. Er war als Antikorruptions-Kandidat gegen den konservativen Amtsinhaber Neil Hamilton angetreten; sowohl die Labour Party wie auch die Liberal Democrats hatten ihre Kandidaten zurückgezogen, um Bells Wahlchancen zu erhöhen.
- Richard Taylor wurde 2001 und 2005 im Wahlkreis Wyre Forest gewählt. Seine Gruppierung Independent Kidderminster Hospital and Health Concern war gegründet worden, um die Teilschließung des Spitals in Kidderminster zu verhindern.
- Peter Law wurde 2005 im Wahlkreis Blaenau Gwent gewählt. Er war unter Protest aus der Labour Party ausgetreten, weil die Liste möglicher Kandidaten nur die Namen von Frauen enthielt.
- Sylvia Hermon trat 2010 aus der Ulster Unionist Party aus, weil diese eine Allianz mit der Konservativen Partei einging.[19]  Sie schaffte daraufhin den Wiedereinzug als Unabhängige sowohl bei den Wahlen 2010 als auch 2015.

Die Wahlen am 12. Dezember 2019 wurden erneut von der Conservative Party gewonnen. Die Wahlen am 4. Juli 2024 wurden von der Labour Party gewonnen.

### Außen- und Sicherheitspolitik
Die Außenpolitik des Vereinigten Königreichs ist von den guten Beziehungen zur Europäischen Union und der „besonderen Beziehung“ (englisch special relationship) zu den Vereinigten Staaten sowie der Kooperation mit den ehemaligen Kolonialgebieten im Commonwealth of Nations geprägt. Der König ist praktisch formal Staatsoberhaupt in 15 dieser insgesamt 53 Nationen.
Die Streitkräfte des Vereinigten Königreichs verfügen über knapp 200.000 Mann in drei Teilstreitkräften sowie etwa 190.000 Reservisten. Ausrüstung, Ausbildung und eine jahrhundertealte Militärtradition machen die Armed Forces of the Crown zu einer der stärksten Streitkräfte der Erde. Mit umgerechnet knapp 60 Mrd. US-Dollar verfügt die britische Armee über das achtgrößte Militärbudget der Welt.